# Lokalbahn Chrudim–Holitz

Das Streckennetz der Lokalbahn Chrudim–Holitz

Die Lokalbahn Chrudim–Holitz (tschech.: Místní dráha Chrudimsko-Holická) war ein privates Eisenbahnunternehmen im heutigen Tschechien. Die Gesellschaft war Eigentümer der durch das Land Böhmen garantierten Lokalbahnen zwischen Chrudim, Borohrádek, Heřmanův Městec und Chrast.

## Geschichte
Am 26. Mai 1897 wurde die Konzession zum Baue und Betriebe einer als normalspurige Localbahn auszuführenden Locomotiveisenbahn von der Station Heřmann-Městec der privilegierten österreichisch-ungarischen Staatseisenbahngesellschaft über Chrudim, Hrochow-Teinitz, Morawan und Holitz nach Borohradek mit Abzweig von Hrochow-Teinitz nach Chrast erteilt. Am 26. September 1899 wurden die Strecken eröffnet.
Den Betrieb führten die k.k. österreichischen Staatsbahnen (kkStB) im Auftrag der Lokalbahn Chrudim–Holitz aus. Nach dem Ersten Weltkrieg traten an Stelle der kkStB die neu gegründeten Tschechoslowakischen Staatsbahnen ČSD.
Am 1. Januar 1925 wurde die Lokalbahn Chrudim–Holitz per Gesetz verstaatlicht und die Strecke wurde ins Netz der ČSD integriert.

## Strecken
- Heřman Městec–Borohradek
- Chrudim–Chrudim Stadt
- Hrochowteinitz–Chrast

## Lokomotiven
Auf Rechnung der Lokalbahn Chrudim–Holitz beschafften die kkStB zwei Lokomotiven der Reihe 178 und vier der Reihe 97. Die Lokomotiven besaßen die Betriebsnummern 178.104–105 und 97.166–169